# TWRP
TWRP(Team Win Recovery Project)는 안드로이드 기반 기기들을 위한 오픈 소스 소프트웨어 커스텀 복구 이미지이다. 사용자가 타사 펌웨어를 설치하고, 일반 복구 이미지가 지원하지 않는 기능을 포함하여 현재의 시스템을 백업할 수 있게 하는 터치스크린이 가능한 인터페이스를 제공한다. 그러므로 안드로이드 장치를 루팅할 때 종종 설치되지만 반드시 루팅이 된 장치에 의존하는 것은 아니다.

## 사용 목적
2016년 2월 이후로 처음 3자리가 버전 번호를 규정하고, 다른 것들과 대시(/)로 구별되는 4번째 자리는 특정 장치의 업데이트를 규정한다. 이는 성능 개선이나 버그픽스와 관련될 수 있다.
2017년 기준으로, 가장 널리 사용되는 커스텀 복구 기능이다. 주된 설치 방식인 플래시(flashing)로서 안드로이드 장치의 이 커스텀 복구는 장치에 특화된 버전을 다운로드한 다음 fastboot나 ODIN과 같은(삼성 기기의 경우) 도구들을 PC 상에서 사용하여 기존의 스톡 복구 이미지를 TWRP의 것으로 대체하여야 한다. 또, 일부 커스텀 롬들은 기본 리커버리로 TWRP를 포함하여 나온다.
TWRP는 어느 시점으로든지 되돌릴 수 있도록 자신의 장치(부팅, 시스템 등을 포함)를 완전히 백업하는 옵션을 제공하며 내장형 파일 관리자를 포함하고 있어서 장치 상의 문제를 일으킬 수 있는 파일들을 삭제하거나 일부 문제 해결을 위해 파일들을 추가할 수 있다.
2017년 기준으로, TWRP는 커스텀 롬, 커널, 애드온(예: 구글 앱, SuperSU, 테마), 기타 mod의 설치를 지원한다.
다양한 장치 파티션들(예: 시스템, 부트, 사용자 데이터, 캐시, 내부 스토리지)을 와이프(wipe), 백업, 복구, 마운트하는 것도 지원된다. 또, TWRP는 기본 파일 관리자이자 터미널 에뮬레이터인 MTP를 통해 파일 전송 기능을 제공한다. 이는 완전히 테마 구성이 가능하다.
2017년 1월, TWRP 팀은 루트 접근 권한을 사용하여 리커버리를 플래시할 수 있게 하는 안드로이드 애플리케이션을 출시하였으나, 리커버리와 달리 앱은 사유 소프트웨어이다.

## 같이 보기
- ClockworkMod - TWRP의 대안